# Giovanni Mauro (Dichter)
Giovanni Mauro d’Arcano (geboren 1490 in Rive d’Arcano; gestorben 1. August 1536 in Rom) war ein italienischer Hofbeamter und Dichter.

## Leben
Mauro wurde um 1490 im Castello d’Arcano in einer höfischen Familie geboren. Er lebte im Friaul und in Bologna und danach in Rom. Dort gehörte er zum römischen Hofstaat des Grafen Amalfi, war 1521 beim Kardinal Domenico Grimani angestellt, 1523 beim Datario Gian Matteo Giberti. Er freundete sich mit dem Dichter Francesco Berni an. Schließlich war er noch für  Kardinal Alessandro Cesarini tätig.
Dichterische Beiträge von Mauro lassen sich in Sammlungen burlesker Schriften des 16. Jahrhunderts in Venedig und Florenz nachweisen, die in Neapel 1723 und Venedig 1760 nachgedruckt wurden.

## Beiträge
- I Capitoli del Mauro et del Bernia et altri authori. Venedig, 1537
- Il primo (e Il secondo) libro dell'opere burlesche di M. Francesco Berni, di M. Gio. Della Casa, del Varchi, del Mauro, di M. Bino, dei Molza, del Dolce, e del Firenzuola. Florenz, 1548